# Győri ETO FKC
Maillots
Cet article concerne le club de handball masculin de Győr. Pour le club de handball féminin, voir Győri ETO KC. Pour le club de football, voir Győri ETO FC.
Le Győri ETO FKC ou le Győri Egyetértés Torna Osztály Férfi Kézilabda Club est un club hongrois de handball masculin situé dans la ville de Győr. Fondé en 1973, le club évolue actuellement en Nemzeti Bajnokság I.

## Histoire
Le Győri ETO FKC fut fondé en 1973, année où le club remporta son premier titre, la Coupe de Hongrie.
Par la suite, le club remporta trois autres Coupes de Hongrie ainsi que trois championnats de Hongrie.
Ces bons résultats lui permit d’accéder en Coupe d'Europe, où le club réalisa plusieurs campagnes dont celle de la saison 1985/1986, où après avoir éliminé les turcs du Simtel Sport, les suisses du RTV 1879 Bâle, les tchécoslovaques du HT Tatran Prešov et les yougoslaves du RK Proleter Zrenjanin, le club s'imposa en finale face aux Espagnols du Tecnisa Alicante, décrochant ainsi son premier titre continental.
Le club remporta à la suite trois titres de champion de Hongrie en 1987, 1989 et 1990 mais subit depuis la domination du MKB Veszprém KC et du Pick Szeged.

## Palmarès
Compétitions internationales
- Coupe IHF (1) : 1986

Compétitions nationales
- Championnat de Hongrie (3) : 1987, 1989, 1990
- Coupe de Hongrie (4) : 1973, 1985 , 1986, 1987

## Joueur emblématique
- Gergo Iváncsik
- Tamás Iváncsik